# Oscar Van Rompay (acteur)
Oscar Van Rompay (1983) is een Belgisch acteur. Hij speelt bij NTGent en had daar rollen in 'Platform' (Michel Houellebecq), 'Tien Geboden' (Krzysztof Kieślowski), 'Vergeten Straat' (Louis Paul Boon), 'Kasimir und Karoline' (Ödön von Horváth) en 'Frans Woyzeck' (Georg Büchner). Hij speelde ook bij de theatergroepen De Tijd en Walpurgis.
Met de hoofdrol in de film 'Win/Win' (2010)  van regisseur Jaap van Heusden beleefde hij zijn filmdebuut. Voor die rol ontving hij het Certificate of Outstanding Achievement voor beste acteur op het jaarlijkse filmfestival van New York.